# Bedellia ehikella
Bedellia ehikella é uma espécie de insetos lepidópteros, mais especificamente de traças, pertencente à família Bedelliidae.
A autoridade científica da espécie é Szöcs, tendo sido descrita no ano de 1967.
Trata-se de uma espécie presente no território português.